# Leon Lučev
Leon Lučev, hrvaški gledališki, televizijski in filmski igralec, *1970, Šibenik, Hrvaška.
Leon Lučev je nastopil v več kot štirideset filmih in se kar štirikrat predstavil v tekmovalnem programu berlinskega filmskega festivala. Med drugim je nastopil v filmih Circus Fantasticus (2011), Malo se sječam tog dana (2018) in V deželi krvi in medu (2011). Zaigral je tudi v več slovenskih filmih (Moški ne jočejo (2017), Ivan (2017), Rudar (2017), Krogi (2012), Circus Fantasticus (2010)).

## Filmske vloge
Med drugim je igral v naslednjih filmih:
- Ivan kot Bane (2017)
- Moški ne jočejo kot Valentin (2017)
- Krogi (Krugi) kot Haris (2013)
- Circus Fantasticus kot oče (2011)
- Grbavica (2006) kot Pelda (2006)
- Priče (Svedoci) kot Krešo (2003)
- Nebo, sateliti kot Johnny (2000)
- Novogodišnja pljačka kot policist (1997)
- Božić u Beču kot vojni policist (1997)
- Kako se je začela vojna na mojem otoku (Kako je počeo rat na mom otoku) kot Zoran Gajski (1996)